# Streblus perakensis
Streblus perakensis är en mullbärsväxtart som beskrevs av Edred John Henry Corner. Streblus perakensis ingår i släktet Streblus och familjen mullbärsväxter. Inga underarter finns listade i Catalogue of Life.